# Flughafen Kassel-Calden

i7
i11
i13

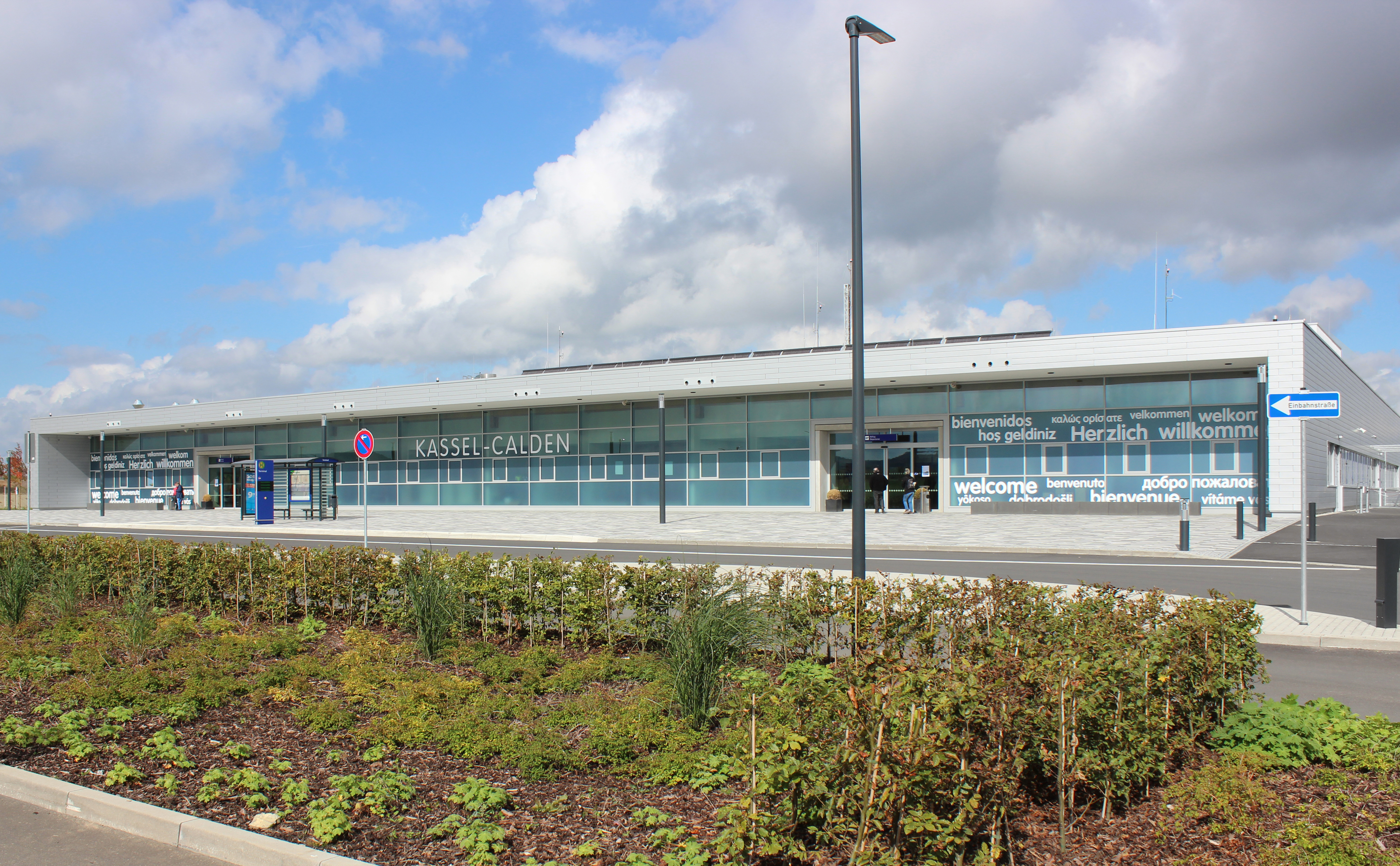
Verkehrsflughafen Kassel-Calden: Flughafenterminal

Logo des Flughafens Kassel-Calden bis März 2013

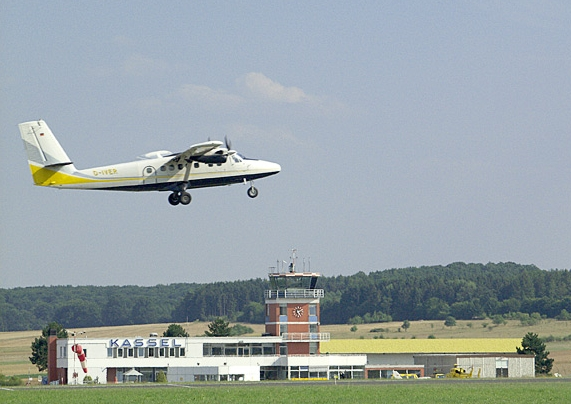
Alter Verkehrslandeplatz Kassel-Calden (1970 bis 2013)

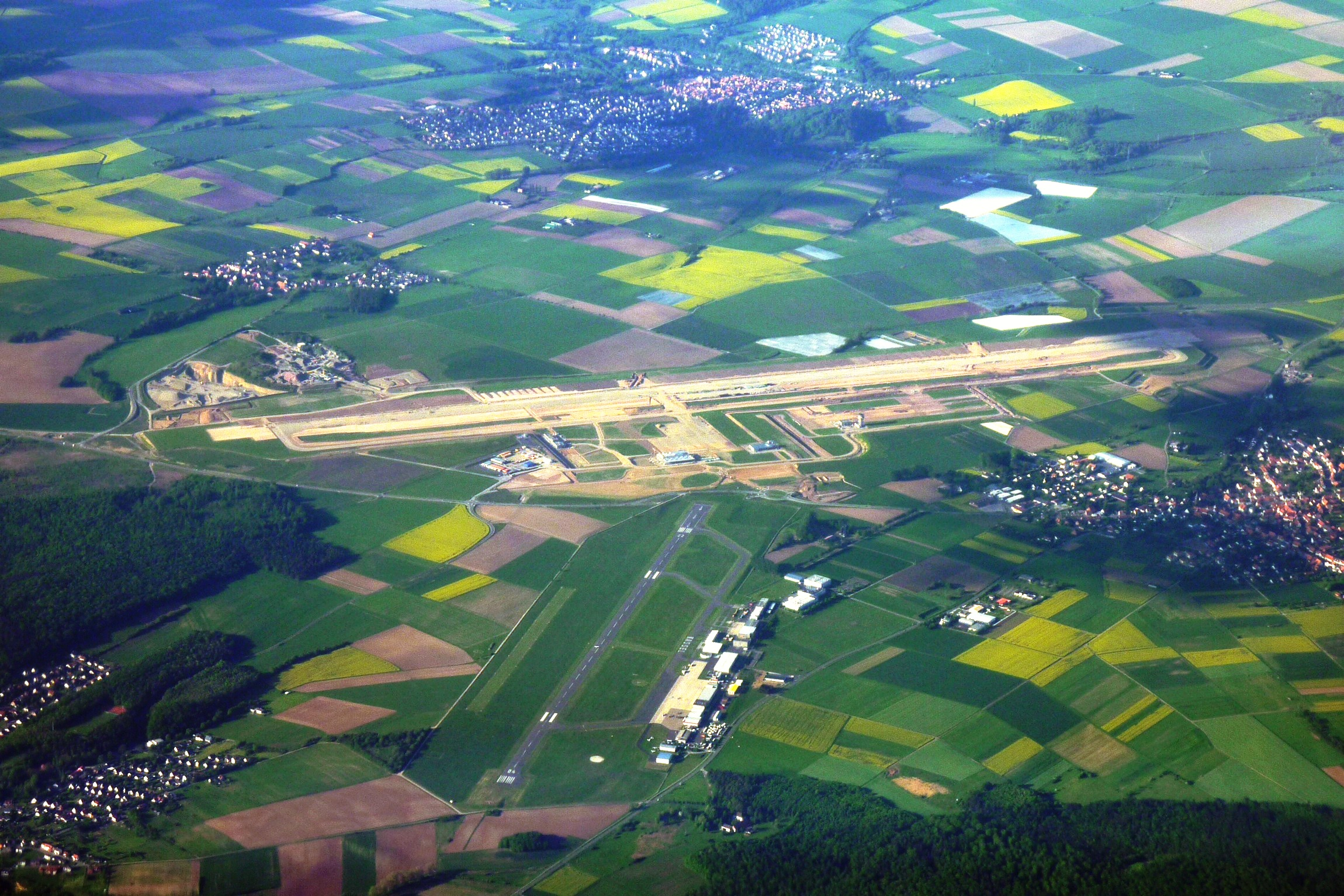
In Bau befindlicher Verkehrsflughafen Kassel-Calden mit Verkehrslandeplatz im Vordergrund (Mai 2012)

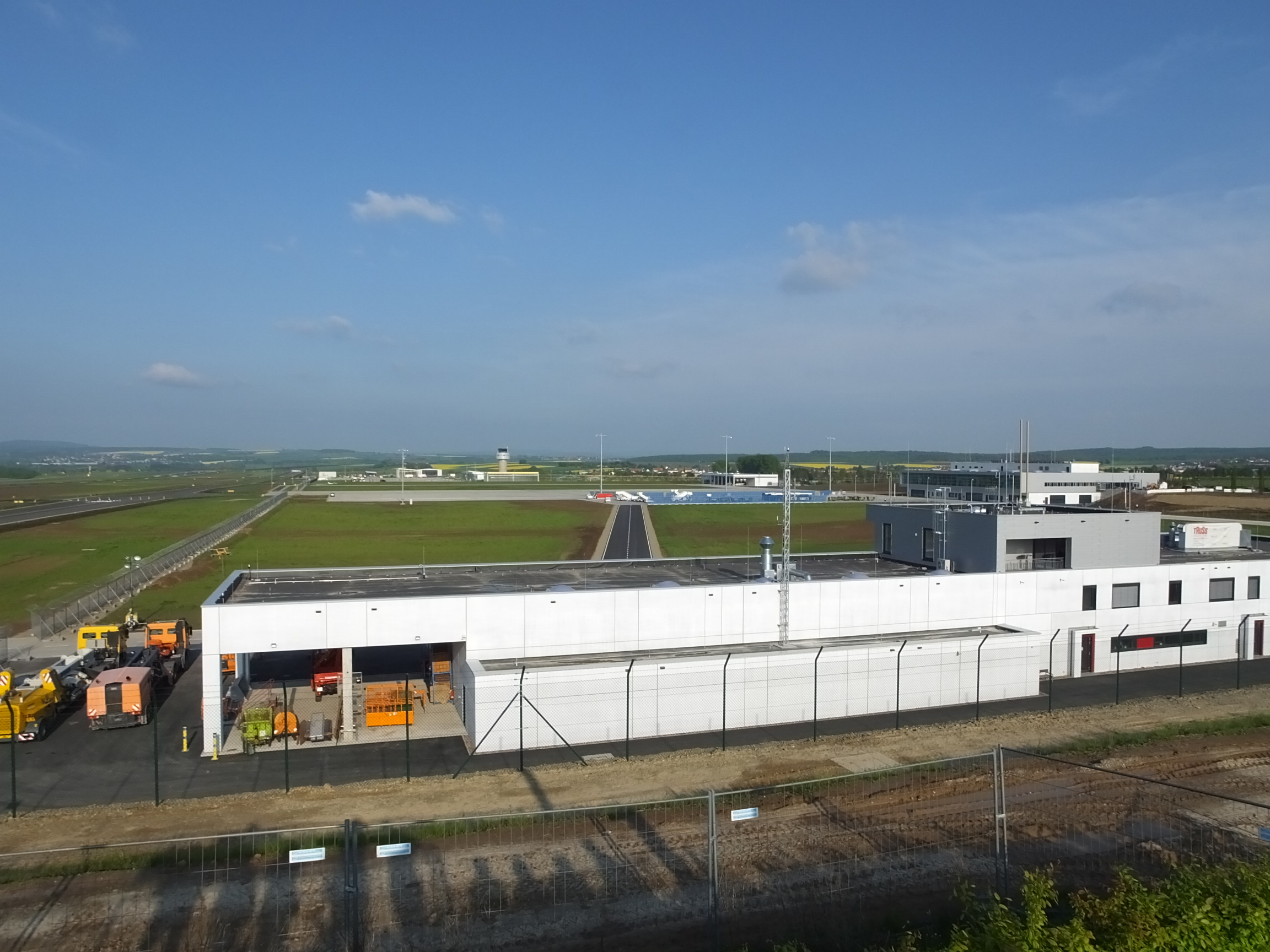
Blick vom Dach des Infopoints auf das Flughafengelände; vorne die Feuerwache, rechts dahinter das Flughafenterminal

Der Flughafen Kassel-Calden (Eigenbezeichnung seit Januar 2015: Kassel Airport) ist ein am 4. April 2013 eröffneter Verkehrsflughafen in Calden (Landkreis Kassel). Er liegt in Nachbarschaft des von 1970 bis 2013 betriebenen Verkehrslandeplatzes Kassel-Calden und ist neben dem Flughafen Frankfurt Main der einzige weitere Verkehrsflughafen Hessens.
Anfangs führte der Flughafen die Bezeichnung Flughafen Kassel-Calden. In der Sitzung des Aufsichtsrats der Flughafen GmbH Kassel am 13. Januar 2015 wurde die Änderung des Namens in Kassel Airport beschlossen. Der Flughafen wird von der Flughafen GmbH Kassel betrieben, Gesellschafter sind das Land Hessen (68 %) sowie die Stadt Kassel, der Landkreis Kassel (beide zu je 14,5 %) und die Gemeinde Calden (3 %).
In Hauptanflugsrichtung 27 ist seit dem 3. April 2014 ein Anflugverfahren nach Allwetterflugbetriebsstufe CAT IIIb, und in Nebenanflugsrichtung 09 bereits seit dem 4. April 2013 mit CAT I freigegeben.

## Geographische Lage

### Verkehrslandeplatz (1970 bis 2013)
Das noch vorhandene Gelände des von 1970 bis 2013 existierenden Verkehrslandeplatzes liegt etwa 13 km (Luftlinie) nordwestlich der Kasseler Innenstadt im Gemeindegebiet von Calden. Mit angrenzenden Gewerbeflächen befindet es sich westlich des Caldener Kernorts, nördlich von Fürstenwald, nordöstlich von Ehrsten und östlich von Meimbressen; die zwei zuletzt genannten Dörfer erstrecken sich im Tal der Nebelbeeke. Ein paar Kilometer nördlich liegt das zu Grebenstein gehörende Dorf Schachten. Der Flugplatz wurde auf der Langen- und Staufenbergplatte direkt östlich der sanft ansteigenden Kuppe des 278,3 m ü. NHN hohen Hollenbergs auf ehemaligen Ackergeländen auf 260 bis 277 m Höhe errichtet; der Flugplatzbezugspunkt (engl. aerodrome reference point, ARP) lag bei rund 276 m Höhe. Die nun gesperrte Start- und Landebahn – mit der Bahnkennung 04/22 sowie 1500 m Länge und 30 m Breite – ist in Nordost-Südwest-Richtung angelegt. Zudem gab es nordwestlich parallel zur Asphaltbahn eine etwa 700 m lange und 30 m breite Grasbahn (04L/22R).
Nordnordwestlich des Flugplatzgeländes liegen die aneinandergrenzenden Waldgebiete Hegeholz und Schenkelwald mit zusammen rund 120 Hektar Fläche auf maximal 278,6 m Höhe. Südlich erstreckt sich jenseits vom Gut Klein Calden das Waldgebiet Tiergarten, das früher eingefriedetes Jagdgebiet war, auf maximal rund 322 m Höhe. Nordöstlich verläuft die Bundesstraße 7 (siehe Abschnitt Verkehrsanbindung).

### Verkehrsflughafen (seit 2013)
Der 2013 eröffnete Verkehrsflughafen liegt etwa 13,5 km (Luftlinie) nordwestlich der Kasseler Innenstadt und 1,5 km nordöstlich des einstigen Verkehrslandeplatzes in den Gebieten von Calden und Grebenstein. Erbaut wurde er – auch auf der Langen- und Staufenbergplatte – zwischen dem Caldener Kernort sowie den nahen Grebensteiner Stadtteilen Schachten im Nordnordwesten und Burguffeln im Ostnordosten.
Somit liegt der Flughafen östlich der Waldgebiete Hegeholz und Schenkelwald auf ehemaligen Ackergeländen der Schachter Höhe – einer nach Osten zur Grebensteiner Höhe geneigten Anhöhe zwischen den Kuppen des Hollenbergs (278,3 m) im Südwesten, Steinhügel (268,5 m) im Nordwesten und Gradhöhe (247,7 m) im Nordosten. Nach Osten fällt die Landschaft über den Suderbach und die Calde ins Tal der Esse ab. Die Maximalhöhe des Flughafens liegt auf etwa 264 m. Der Flughafen wurde nordöstlich der vorgenannten B 7 errichtet, die während der Flughafen-Bauphase etwas nach Südwesten verlegt wurde. Es stehen über 1400 kostenlose sowie ca. 110 kostengünstige Parkplätze zur Verfügung.

### Benachbarte Flughäfen
Benachbarte, größere Flughäfen sind (sortiert nach Entfernungen; Luftlinie):
- Paderborn/Lippstadt (ca. 58 km nordwestlich),
- Hannover (ca. 118 km nordnordöstlich),
- Erfurt-Weimar (ca. 122 km südöstlich)
- Dortmund (ca. 125 km westlich),
- Frankfurt Main (ca. 165 km südsüdwestlich).

## Geschichte

### Vorgeschichte
Am 24. August 1924 wurde der Flugplatz Kassel-Waldau eröffnet, der damals auf dem Gebiet der Gemeinde Lohfelden lag. Der Flugplatz wurde auf Kosten der Stadt unterhalten und der ab 1926 eingerichtete Linienflugverkehr der Lufthansa wurde direkt subventioniert, bis in der Weltwirtschaftskrise die Mittel dafür ausgingen. Von 1930 bis 1945 diente er den Gerhard-Fieseler-Werken als Werksflugplatz; außerdem wurde er für Flugtage genutzt.
In den 1950er Jahren war das Interesse, den Flugplatz auszubauen, gering, zumal Kassel verkehrstechnisch gut angeschlossen war. Man fürchtete zudem, dass ein Ausbau dem Image der Stadt als Kulturstadt schaden könne. Auf Drängen der Kasseler Industrie und des Oberbürgermeisters Lauritz Lauritzen wurde nach Jahren der Vernachlässigung dann doch ein neuer Flughafen geplant.

### Flugbetrieb als Verkehrslandeplatz (seit 1970)

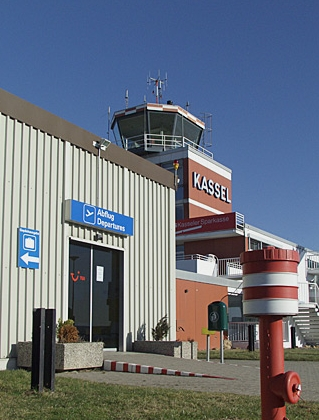
Tower und Abflughalle des Verkehrslandeplatzes

Am 11. Juli 1970 wurde der neue „Flughafen Kassel“ in Calden eröffnet. Er war 104 Hektar groß mit zuzüglichen 22 Hektar Gewerbefläche. Wenngleich der alte Flugplatz durchaus wirtschaftlich erfolgreich war, gestand man offensichtlich der Stadt keinen Flugplatz mehr zu, beziehungsweise zweifelte den Sinn des Flugplatzes an. Der Spiegel titelte „Kassel baute für 22 Millionen einen Flugplatz – der nicht gebraucht wird“ und bezog sich unter anderem auf die mangelhafte Infrastruktur. Abseits der Kritik konnte sich der 58 km entfernte und 1971 eröffnete Flughafen Paderborn/Lippstadt von Anfang an gut entwickeln.
Im Frühjahr 1972 stationierte die Charterfluggesellschaft Aviaction ein Flugzeug vor Ort. Von 1972 bis 1975 flog die General Air von Kassel-Calden im Liniendienst nach München, Frankfurt, Hamburg und Düsseldorf. Die Ostfriesische Lufttransport (OLT) flog im Liniendienst nach Düsseldorf und Köln. Ab 1992 flog die Berliner Spezialflug vorübergehend nach Berlin-Tempelhof. 1994 gab es erste Ferienflüge nach Mallorca und Tunesien. Zum Einsatz kamen Maschinen vom Typ BAe 146, Fluggesellschaft war anfangs die Conti-Flug; nach deren Insolvenz übernahm Eurowings. 1997 gab es auch Charterflüge nach Malta, durchgeführt mit BAe 146 von Air Malta.
Im Jahr 2000 landete erstmals eine Boeing 737 der Hamburg International und flog dann weiter nach Mallorca. 2002 wurden die Flüge eingestellt. Ab Sommer 2005 fanden vom beziehungsweise zum Flugplatz Kassel-Calden, der über vier Nachtfluggenehmigungen verfügt, weder Linien- noch Charterflüge statt. Das beförderte Luftfrachtaufkommen betrug 2005 rund 650 Tonnen. 2008 gab es etwa 30.000 Flugbewegungen mit rund 25.000 Passagieren. Luftsport- und Freizeitverkehr sowie Hubschrauberflüge stellen daran den größten Anteil. 2013 gab es 22.891 Flugbewegungen mit 46.557 Passagieren, 2014 waren es 26.419 Flugbewegungen mit 47.088 Passagieren.
Hatte der Flugplatz schon 1971 mit dem Flughafen Paderborn/Lippstadt Konkurrenz bekommen, so folgte nach der Wiedervereinigung der Ausbau des 122 km östlich liegenden Flughafens Erfurt-Weimar. Wenngleich deren Einzugsgebiete kleiner waren, waren die Ambitionen der dortigen Bundesländer größer. Als um 2000 ein Ausbau von Kassel-Calden wieder an Aktualität gewann, begann der Flughafen Paderborn/Lippstadt mit einem extensiven Ausbau. Dessen Geschäftsführer spottete „Wenn die Caldener mit dem Ausbau anfangen, dann sind wir längst fertig“, und spielte damit auf den Widerstand an, dem der Flughafenausbau in Kassel ausgesetzt war.

### Ausbau zum Verkehrsflughafen (2005 bis 2013)

#### Planungen
Bereits seit den 1970er Jahren wird über eine Flugplatzerweiterung diskutiert. Doch erst im Jahr 2000 begannen Planungen, die den Flugplatzausbau zu einem vollwertigen Verkehrsflughafen zum Ziel hatten. Aus der langen Vorphase aus Gutachten, Verfahren und Bürgerbeteiligungen wurde ein Neubau. Nach dieser Planung sollte dieser bis 2010 abgeschlossen sein, aber der Baubeginn verzögerte sich auch auf Grund einer ausstehenden Entscheidung der Europäischen Kommission. Die Bedenken, dass das Kulturerbe der Stadt Kassel und der Bergpark Wilhelmshöhe abgewertet werden könne, sowie seitens der Betreiber bestehender Flughäfen in der Region (Erfurt, Paderborn), die die Auslastung und die nutzbare Leistungsfähigkeit in Frage stellten, flossen mit ein.
Das für diese Baumaßnahmen erforderliche Raumordnungsverfahren, zu dem 8000 Einsprüche davon 5000 aus Hann. Münden eingereicht wurden, wurde im Dezember 2003 abgeschlossen. Von Januar 2006 bis 18. Juli 2007 lief dann das Planfeststellungsverfahren, das mit dem Planfeststellungsbeschluss abgeschlossen wurde. Eine für das Planfeststellungsverfahren erarbeitete Bedarfsprognose weist, unter Annahme der Inbetriebnahme im Jahr 2009, für das 2. Betriebsjahr eine Passagierzahl von 324.000 und ein Frachtaufkommen von 1700 Tonnen für Kassel-Calden aus. Diese Passagierplanzahl ist im entsprechenden Jahr 2014 mit nur 14 % erfüllt worden.
Der Hessische Verwaltungsgerichtshof in Kassel erklärte am 17. Juni 2008 in einem Urteil den Planfeststellungsbeschluss für rechtskräftig. Da kein Rechtsmittel gegen das Urteil eingelegt wurde, konnte mit dem Bau begonnen werden.
Im März 2010 gab der damalige hessische Finanzminister Karlheinz Weimar in Kassel bekannt, dass der Flughafen-Neubau wesentlich teurer als geplant werde. Im Jahr 2003 waren 151 Millionen Euro geschätzt worden. Insbesondere aufgrund gestiegener Sicherheitsanforderungen habe sich das erforderliche Budget auf 225 Millionen Euro erhöht. Dennoch wollte die Landesregierung Minister Weimar zufolge an den Ausbauplänen festhalten.
Am 26. August 2011 gab Hessens Finanzminister Thomas Schäfer bekannt, dass sich die Ausbaukosten um weitere 25 Millionen auf jetzt 248,7 Millionen Euro verteuern würden. Als Grund hierfür wurden zusätzliche Kosten bei den Erdarbeiten, Flugbetriebsflächen und der Planung genannt. Das Land Hessen habe außerdem für weitere Kostensteigerungen einen zusätzlichen Kostenpuffer in Höhe von 22,3 Millionen Euro in den Haushalt eingeplant und aufgebraucht. Die Gesamtkosten beliefen sich dadurch auf 271 Millionen Euro. Das Land Hessen übernimmt den Großteil der Finanzierung, die Stadt Kassel und der Landkreis werden 15,5 Millionen Euro zahlen, die Gemeinde Calden rund sieben Millionen Euro. Das Land wird den Betrieb über mehrere Jahre bezuschussen. Die Gewinnschwelle soll 2020 erreicht werden.
Im Rahmen der B 7 ist eine Ortsumfahrung von Calden seit Dezember 2012 planfestgestellt. Allerdings hatte ein Landwirt gegen den Planfeststellungsbeschluss geklagt, wodurch sich der Baubeginn verzögerte. Im Juli 2015 gab es schließlich eine außergerichtliche Einigung mit diesem Landwirt, sodass dem Bau der Ortsumgehung nichts mehr im Wege steht. Der obligatorische Spatenstich erfolgte am 3. Juni 2016, das Bauende wird voraussichtlich im Dezember 2020 sein. Die Ortsumfahrung wurde im Juli 2024 für den Verkehr freigegeben.

#### Ziel des Aus- und Neubaus

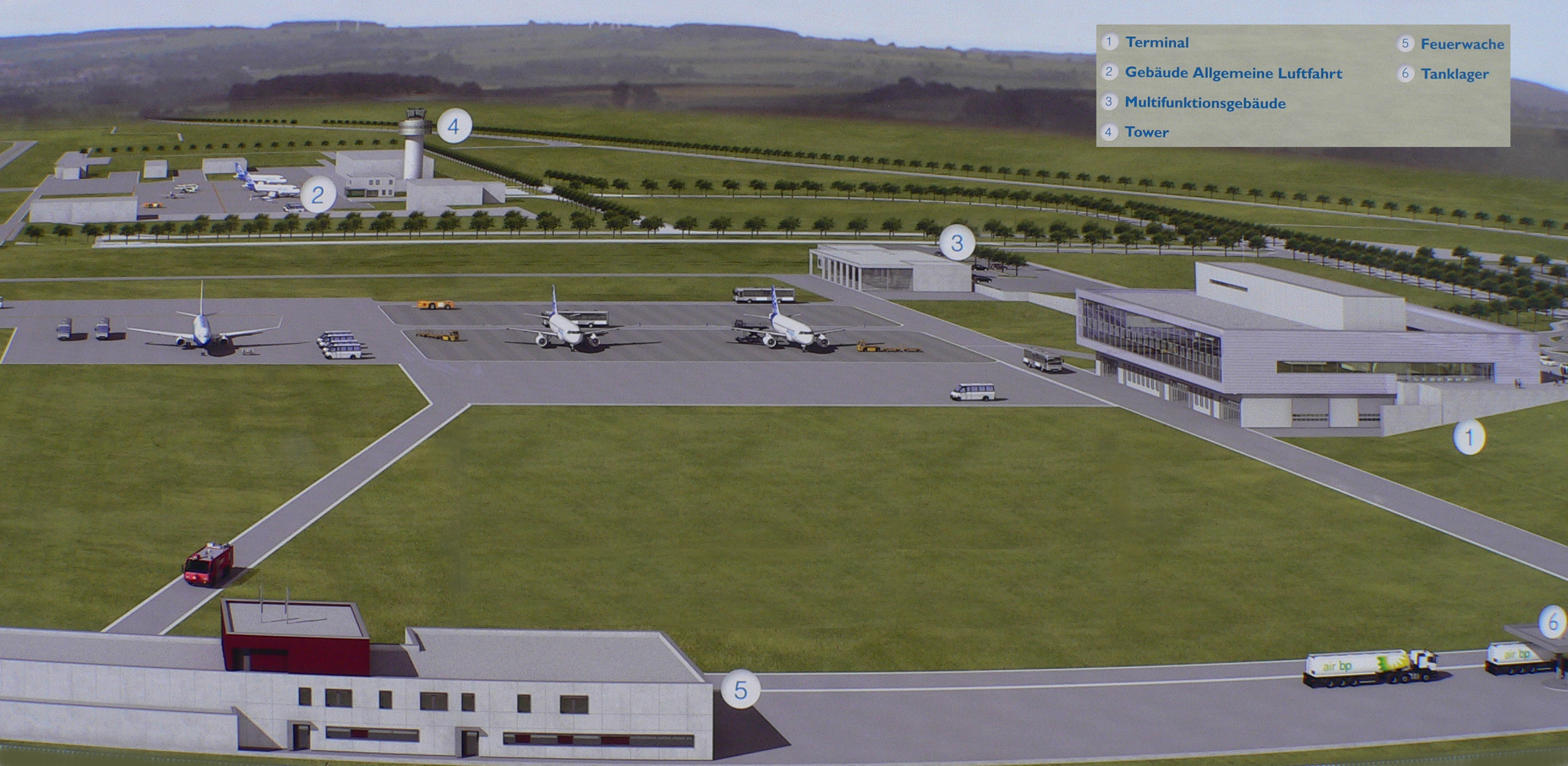
Visualisierung des Baus auf dem Bauschild am Infopoint

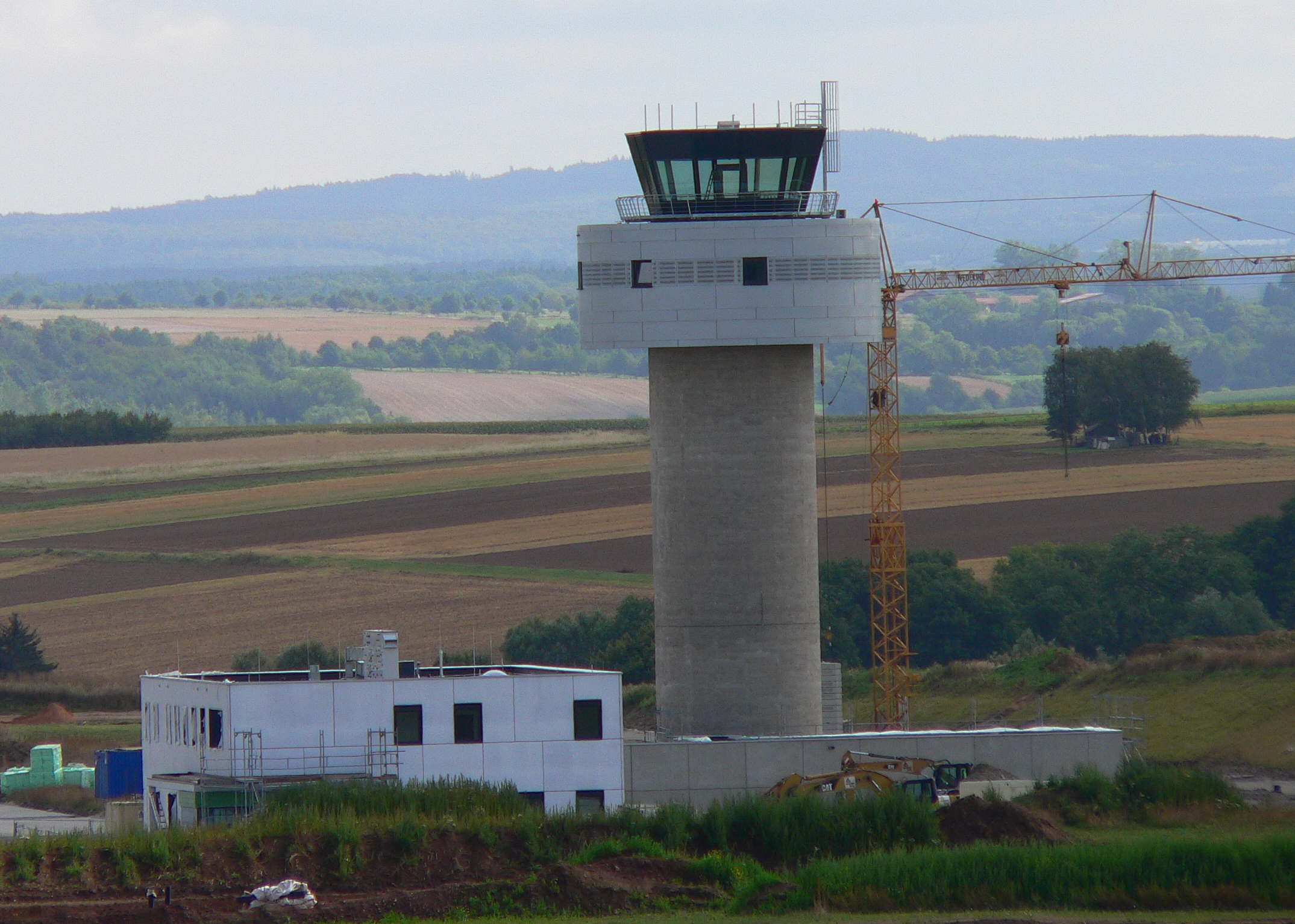
Neuer Tower, September 2012

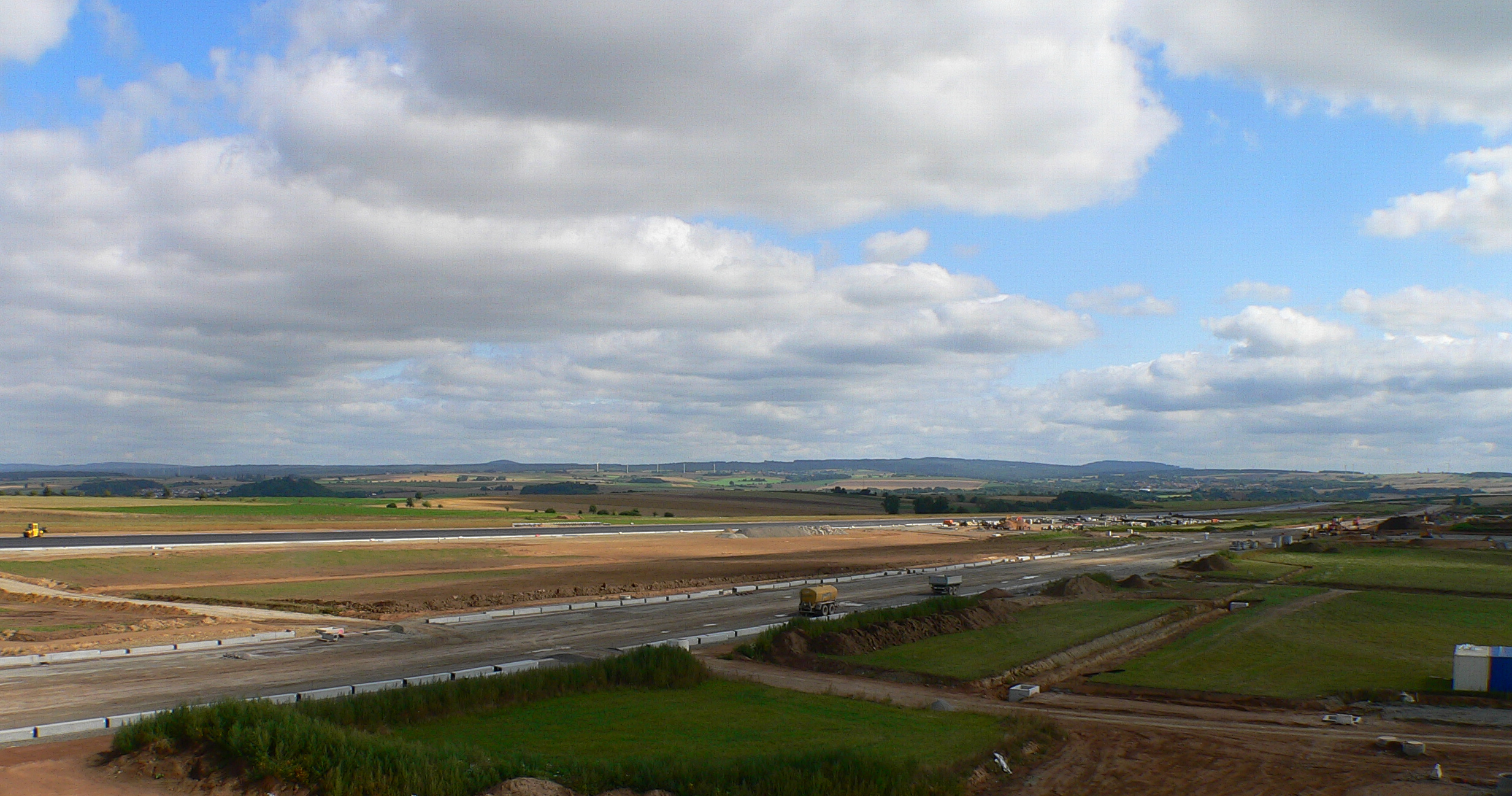
Neue Start- und Landebahn mit Taxiway, September 2012

Angesichts der damaligen in Deutschland tendenziell wachsenden Passagierzahlen (2003: 146,7 Millionen, Prognose 2015: 255,6 Millionen) verfolgten die Gesellschafter mit dem Flugplatzaus- bzw. -neubau das Ziel, Kassel und Nordhessen in das europäische Luftverkehrsnetz zu integrieren, um so die Verkehrsinfrastruktur der Region zu verbessern und die Standortqualität zu erhöhen. Ein weiteres Ziel ist die Schaffung von Arbeitsplätzen.
Der Ausbau des Flugplatzes wurde im Flughafenkonzept der Bundesregierung vom August 2000 als „dringlich“ eingestuft. Der Verkehrslandeplatz ist ferner im „Leitschema Transeuropäische Netze – Horizont 2020 – Flughäfen“ der Europäischen Union (EU) in der Kategorie „Regionale Komponenten und Zugangskomponenten“ eingeordnet und erfüllte damit die Voraussetzungen für eine finanzielle Förderung durch die EU.

#### Baumaßnahmen
Die Baumaßnahmen umfassten den Neubau eines komplett neuen Flughafens mit einer Start- und Landebahn von 2500 m Länge und 45 m Breite sowie der Flugsicherungstechnik und der Abfertigungsgebäude. Hinzu kamen Ausbau und Verlegung der Bundesstraße 7 und die Erweiterung der Kläranlage Calden.
Im Baustadium war der Flughafen Kassel-Calden auf eine Größe von 168 Hektar angelegt, mit zuzüglichen 22 Hektar Gewerbefläche; hieraus wurden im Endausbau (2013) 220 ha Gesamtfläche und 9,8 ha Gewerbeflächen. Seine Start- und Landebahn sollte auch größeren Flugzeugen Start und Landung ermöglichen.
Am 30. November 2009 begannen Rodungsarbeiten, um die B 7 vom zukünftigen Flughafengelände weg zu verlegen. Die Vorarbeiten für den Flughafen-Neubau begannen Ende 2010. Zu Beginn des Ausbaus wurden mehrere Hektar Waldfläche auf dem Gebiet der ehemaligen Gemeinde Meimbressen entlang der B 7 nach Westuffeln abgeholzt.
Am 10. März 2011 begannen die Aus- und Neubauarbeiten mit einem symbolischen Spatenstich. Während die Befürworter den Beginn des Ausbaus begrüßten, sprachen Kritiker von einer Millionenverschwendung. Begleitet wurde der Auftakt von Protesten.
Weil die Schachter Höhe und Grebensteiner Höhe zwischen Calden und Burguffeln ein recht starkes Gefälle aufwiesen und daher für den Flughafenbau ungeeignet waren, wurden dort etwa 4,3 Millionen Kubikmeter Erd- und Gesteinsmaterial bewegt. Dazu wurden zahlreiche Bagger, Planierraupen, LKW und von Traktoren gezogene Muldenkipper eingesetzt.
Im Oktober 2011 unterzeichnete die Piper Deutschland AG Grundstückskaufverträge mit dem Flughafenbetreiber, um auf einer Fläche von mehr als einem Hektar ein Verwaltungsgebäude, einen Werftbetrieb, Hallenflächen und ein Lager für Flugzeugersatzteile zu betreiben. Die Piper AG war bereits vorher am Verkehrslandeplatz ansässig.
Am 8. Mai 2012 erhielt der Tower des Flughafens seine Kanzel. Die Bauarbeiten an Landebahn, Rollwegen und Flugfeldern wurden Ende 2012 abgeschlossen.

#### Eröffnung
Der Flugbetrieb wurde am 4. April 2013 aufgenommen. Die Germania landete am Eröffnungstag als erste Fluggesellschaft ein Flugzeug auf dem neuen Verkehrsflughafen, da sie als erstes Unternehmen Flüge ab Kassel-Calden angekündigt hatte. Ein solches des Typs Airbus A319, das als Flug ST 2013 vom Flughafen Frankfurt Main kam, setzte nach knapp 18-minütigem Flug um 11:11 Uhr auf dem Rollfeld auf. Im Beisein von Hessens Ministerpräsident Volker Bouffier (CDU) fanden sich in einem Festzelt rund 700 Eröffnungsgäste ein – darunter auch der Geschäftsführer des Flughafens, Jörg Ries, der sagte: „Wir haben fertig“. Unter den Gästen wurden Rundflüge mit dem gelandeten Flugzeug über der Region Nordhessen verlost. Der erste Urlauberflug wurde am selben Tag (um 16:00 Uhr) als Zwischenlandung von Flughafen Düsseldorf kommend von Tailwind Airlines durchgeführt und hatte das türkische Antalya als Ziel. Der Flug am Folgetag wurde jedoch abgesagt, da nur sechs Passagiere gebucht hatten. Die Fluggäste wurden im Taxi zum nächstgelegenen Flughafen Paderborn/Lippstadt gefahren.

## Flugbetrieb
Der Flughafen Kassel-Calden wird überwiegend von der Allgemeinen Luftfahrt genutzt. Er ist die Basis von Businesswings mit drei und der Skywalker GmbH mit zwei Flugzeugen.

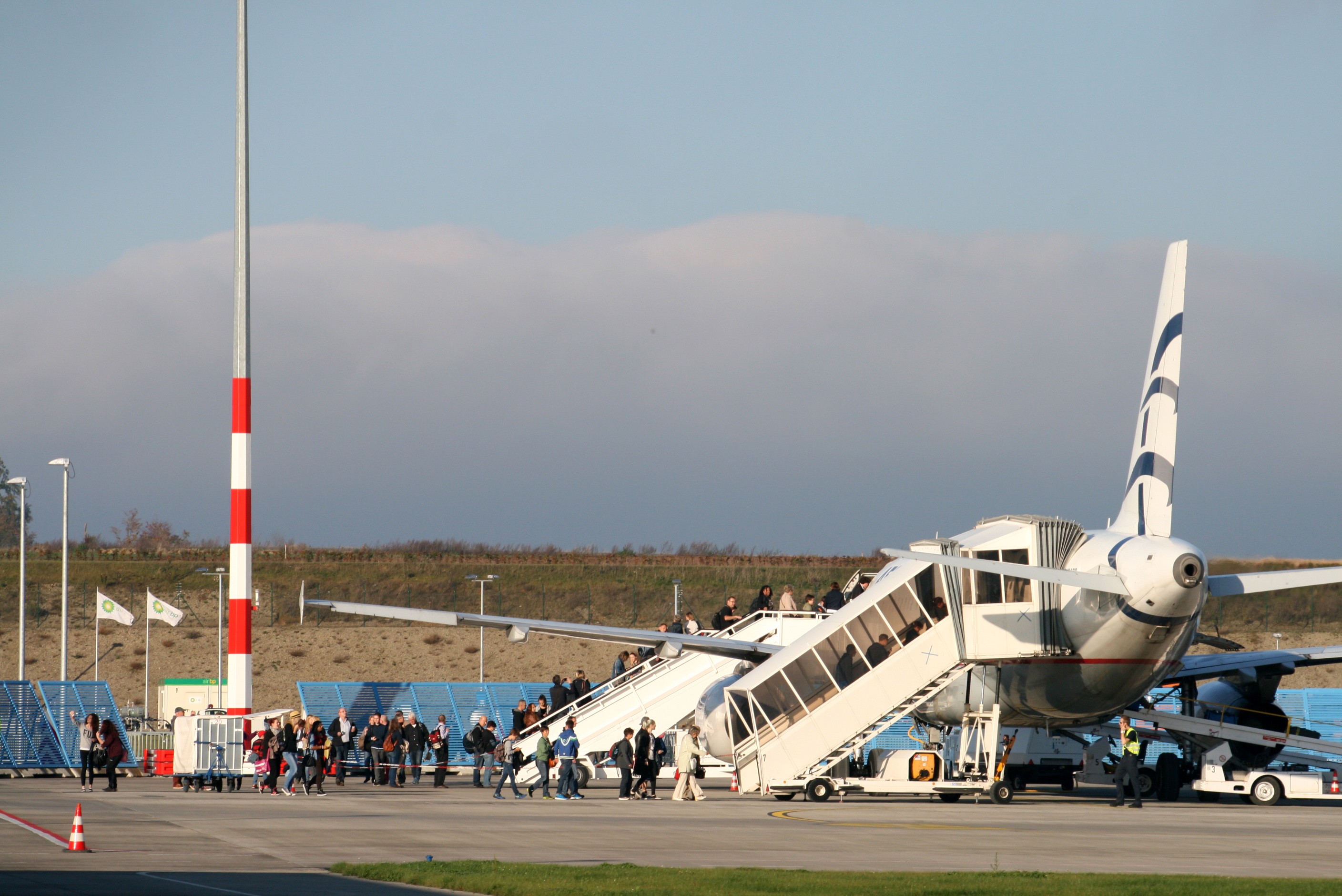
Abfertigung eines Airbus A320 der Aegean Airlines auf dem Vorfeld

### Fluggesellschaften und Flugziele
Im Bereich des touristischen Flugverkehrs flog seit der Eröffnung bis 2016 überwiegend die Fluggesellschaft Germania regelmäßig Antalya, Iraklio und Palma de Mallorca an. Im Zeitraum 2013–2017 flogen außerdem die Fluggesellschaften: Aegean Airlines (2017), Croatia Airlines (2013), Germania (2013–2016) und Tailwind Airlines (2013) regelmäßig von und nach Kassel.
Die Fluggesellschaft Sundair hatte von 2017 bis 2024 einen Airbus (A320 oder A319) am Flughafen stationiert und bot einen (Winter) bzw. zwei (Sommer) Abflüge pro Tag zu verschiedenen Urlaubszielen an.
Sundair und Corendon Airlines bedienten im Sommer Ziele in der Mittelmeerregion.

### Luftfracht
Der Flughafen wird ausschließlich für Ad-Hoc-Luftfracht genutzt.
Von 2017 bis 2018 flog Bin Air für den Paketdienst GLS viermal wöchentlich nach London. Diese Flüge wurden mit dem Lizenzentzug der Airline eingestellt.
Im Mai 2017 verlor der Flughafen nach anderthalbjähriger Zusammenarbeit (November 2015) den bis dato größten Frachtkunden, den Versandhändler Amazon, der wöchentlich fünf Frachtflüge mit einer Boeing 737 am Kassel-Airport abfertigte. Die Frachtmaschinen kamen mit Ware aus dem englischen Doncaster und flogen vom Kassel-Airport weiter ins polnische Breslau. Diese Flüge werden seitdem aufgrund einer Änderung des Logistik-Konzepts der Kunden am Flughafen Leipzig-Halle abgefertigt.

### Betriebszeiten
Laut Planfeststellungsbeschluss wird der Flugbetrieb auf dem Verkehrsflughafen in der Nachtzeit beschränkt. Erlaubt sind:
- 22:00 – 06:00 Uhr: vier Flugbewegungen, davon zwischen
- 24:00 – 05:00 Uhr: nur Luftfrachtunternehmen, deren Flüge auf den „Nachtsprung“ angewiesen sind;
- 22:00 – 24:00 Uhr: pro Monat zehn verspätete Starts oder Landungen.

Ausnahmen bestehen für Flüge zur Hilfeleistung in Not- und Katastrophenfällen, zur medizinischen Versorgung und für Vermessungsflüge der Deutschen Flugsicherung.

## Betriebsergebnis

### Operativer Flugbetrieb

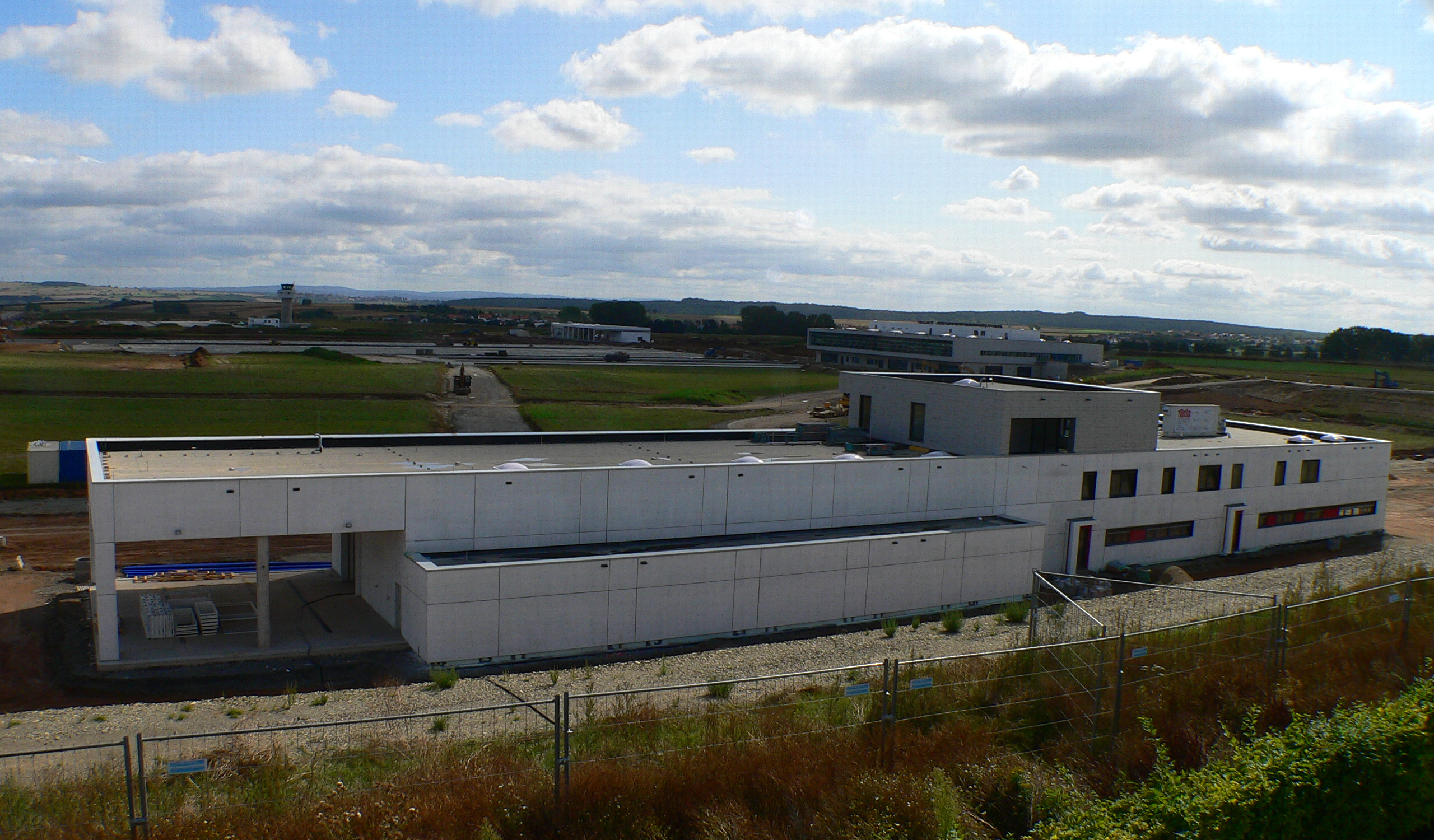
Neue Feuerwache, September 2012

Die mittelfristige Finanzplanung ging zunächst von einem positiven Betriebsergebnis im Jahr 2018 aus. Im Geschäftsplan 2015–2024 wird damit nun im Jahr 2022 gerechnet. Das Jahr 2013 schloss der Betreiber des Flughafens, die Flughafen GmbH Kassel, mit einem Jahresfehlbetrag in Höhe von 6,73 Mio. Euro ab, obwohl die Gewinn- und Verlustrechnung neben „Umsatzerlösen“ von 0,87 Mio. Euro „Übrige betriebliche Erträge“ von 11,9 Mio. Euro ausweist. Statt eines Verlustausgleiches in Höhe von 2,7 Mio. Euro musste das Land 4,5 Mio. Euro aufbringen. Im Jahr 2021 lag der Verlust bei 5,3 Millionen Euro, 2022 bei 5,08 Millionen Euro.

### Gemeinwohlkosten
Im Gesamtergebnis des Betreibers nicht enthalten sind die Kosten für Luftüberwachung, Sicherheit und Flughafenfeuerwehr, die bisher als hoheitliche Aufgaben komplett vom Land Hessen übernommen wurden. Im Jahr 2014 beliefen sich diese Kosten auf fast 5 Mio. Euro. Das Land Hessen will diese Kosten zukünftig nicht mehr allein tragen, sondern als Gemeinwohlkosten auf alle Eigentümer übertragen.

### Abschreibungen
Das negative Jahresergebnis (2016) des Betreibers beinhaltet neben 5,9 Mio. Euro für Löhne inklusive Lohnnebenkosten und 6,9 Mio. Euro für „sonstige betriebliche Aufwendungen“ auch Abschreibungen in Höhe von 6,8 Mio. Euro auf ein Anlagevermögen von 245 Mio. Euro.

### Koalitionsvereinbarung
Die Koalitionsvereinbarung der schwarz-grünen Landesregierung (Kabinett Bouffier II) sah vor, dass der vom Land zu tragende Verlustausgleich Jahr für Jahr um mindestens 10 Prozent sinken soll. Im Jahr 2017 wurde wie vereinbart die Entwicklung des Flughafens evaluiert. Die Landesregierung entschied daraufhin, den Flughafen unverändert weiter zu betreiben. Der seit 2019 gültige Koalitionsvertrag der schwarz-grünen Landesregierung (Kabinett Bouffier III und Kabinett Rhein I) gibt als Ziel vor, die Gesamtkosten des Landes kontinuierlich weiter bis zum Jahr 2025 auf einen Betrag von 6 Mio. Euro zu reduzieren. Die Gesamtkosten des Landes beinhalten: den Verlustausgleich, den Ausgleich für hoheitliche Leistungen (z. B. Flughafen- und Luftsicherheit, Feuerwehr) und die (vorläufige) Übernahme von Kostenausgleichen der Gemeinde Calden.

## Zahlen, Daten und Fakten

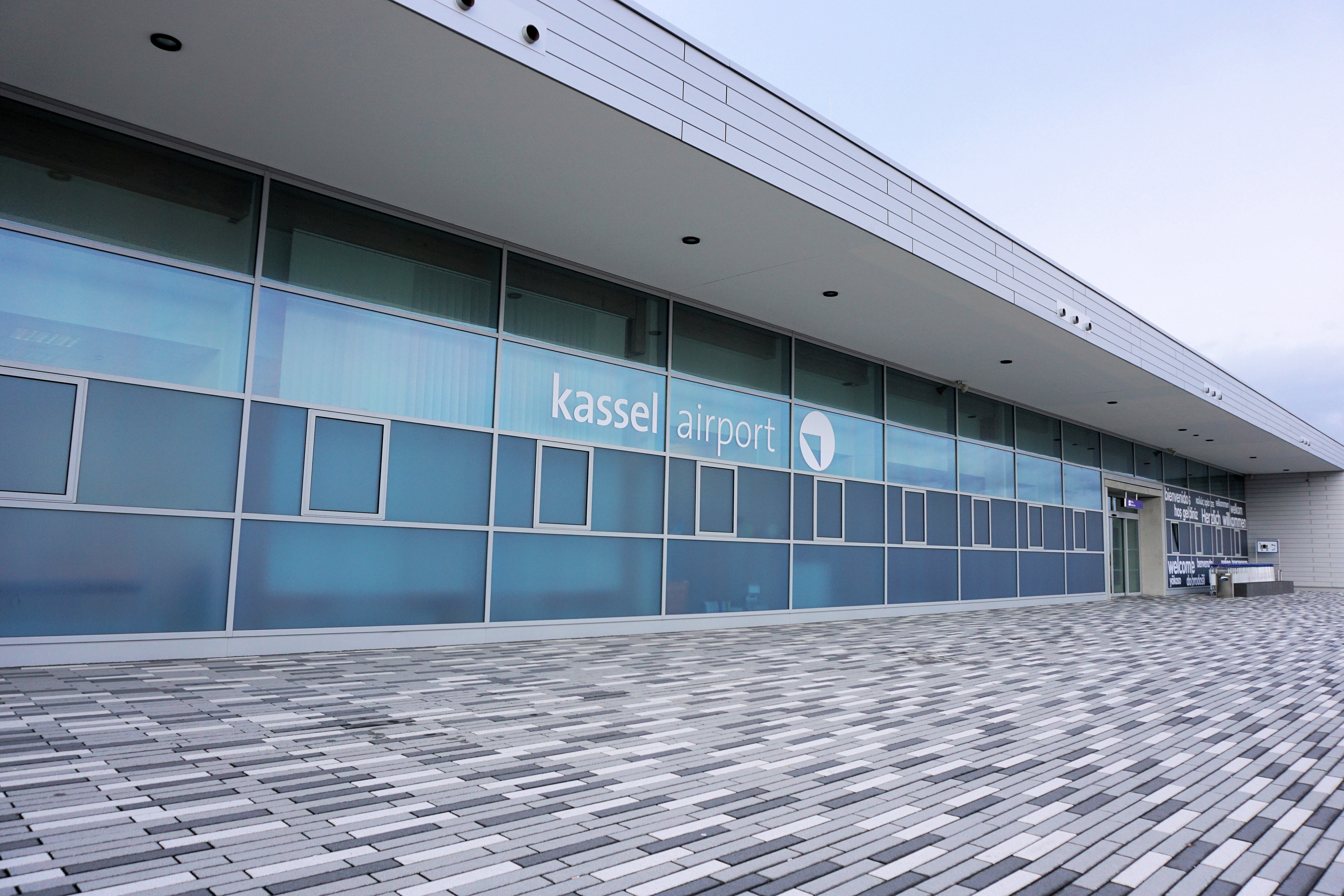
Vorplatz des Flughafenterminals

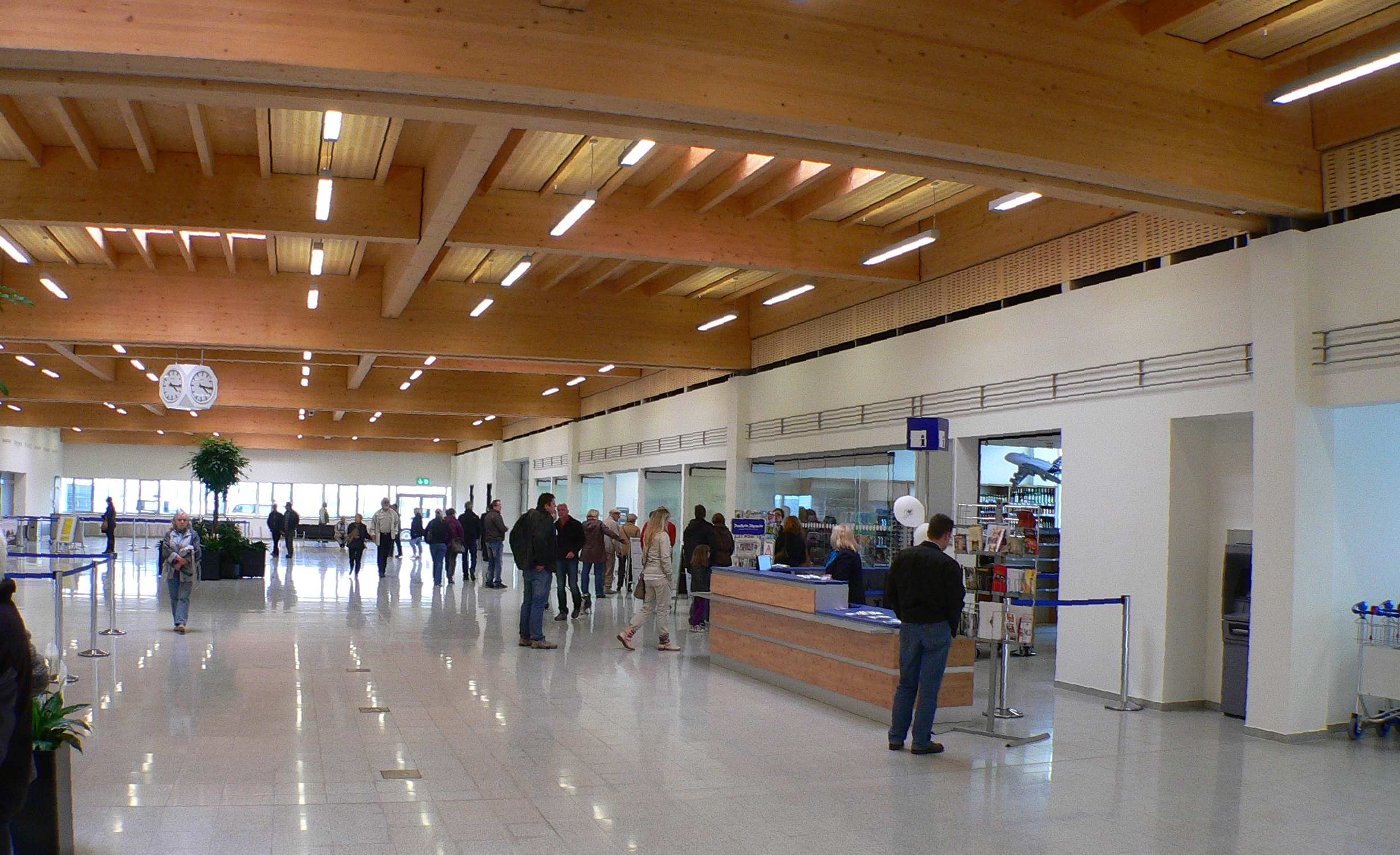
Im Flughafenterminal (Mai 2013)

Auswahl von Zahlen, Daten und Fakten des Betreibers, der Flughafen GmbH Kassel:

Entwicklung der Passagierzahlen und Flugbewegungen am Flughafen Kassel-Calden bis 2021

| Jahr | Flugplatz- status  | Flugbe- wegungen, Motor- Flugzeuge | Flugbe- wegungen, Ultraleicht- flugzeuge | Flugbe- wegungen, gesamt | Passa- giere | Luft- fracht (t) | Beschäf- tigte | Gesamt- ergebnis; operative Tätigkeit (Mio. €) |
| ---- | ------------------ | ---------------------------------- | ---------------------------------------- | ------------------------ | ------------ | ---------------- | -------------- | ---------------------------------------------- |
| 2006 | Verkehrslandeplatz | 19.130                             | 13.870                                   | 33.000                   | 22.748       | 903              | 041            | −1,51                                          |
| 2007 | Verkehrslandeplatz | 19.089                             | 10.430                                   | 29.519                   | 28.736       | 931              | 042            | −1,73                                          |
| 2008 | Verkehrslandeplatz | 19.603                             | 11.790                                   | 31.393                   | 19.820       | 853              | 042            | −1,79                                          |
| 2009 | Verkehrslandeplatz | 18.295                             | 10.049                                   | 28.344                   | 16.050       | 417              | 048            | −1,93                                          |
| 2010 | Verkehrslandeplatz | 17.215                             | 10.039                                   | 27.254                   | 16.285       | 374              | 050            | −2,72                                          |
| 2011 | Verkehrslandeplatz | 16.507                             | 13.128                                   | 29.635                   | 17.205       | 354              | 053            | −3,62                                          |
| 2012 | Verkehrslandeplatz | 15.078                             | 12.765                                   | 27.843                   | 16.251       | 261              | 079            | −6,61                                          |
| 2013 | Flughafen          |                                    |                                          | 22.891                   | 46.557       | 023              | 147            | −6,73                                          |
| 2014 | Flughafen          |                                    |                                          | 26.419                   | 47.088       | 049              | 146            | −8,01                                          |
| 2015 | Flughafen          |                                    |                                          | 29.156                   | 64.926       | 168              | 135            | −6,00                                          |
| 2016 | Flughafen          |                                    |                                          | 25.457                   | 54.822       | 1862             | 130            | −6,17                                          |
| 2017 | Flughafen          |                                    |                                          | 25.430                   | 69.810       | 1029             | 149            | −5,99                                          |
| 2018 | Flughafen          |                                    |                                          | 31.123                   | 131.817      | 206              | 172            | -5,92                                          |
| 2019 | Flughafen          |                                    |                                          | 27.237                   | 120.712      |                  | 157            | -5,61                                          |
| 2020 | Flughafen          |                                    |                                          | 26.751                   | 27.755       |                  | 164            | -5,47                                          |
| 2021 | Flughafen          |                                    |                                          | 28.414                   | 37.639       | 10               |                | -5,35                                          |
| 2022 | Flughafen          |                                    |                                          | 29.814                   | 115.597      | 5                |                | -5,08                                          |
| 2023 | Flughafen          |                                    |                                          | 26.568                   | 107.615      | 6                |                |                                                |

Fluggastzahlen:
 Im Oktober 2013 zog der Vorsitzende des Aufsichtsrats und Hessische Finanzminister Thomas Schäfer die Zwischenbilanz für die ersten drei Quartale 2013 und gab an, dass rund 30.000 Urlauber von Kassel-Calden aus Richtung Süden geflogen seien. Am 4. November 2013 veröffentlichte der Hessische Rundfunk (HR) eine interne Statistik der Flughafengesellschaft, aus der hervorgeht, dass in diesem Zeitraum weit weniger Urlauber von Kassel-Calden aus gestartet seien. Die Passagierzahlen seien „weit überhöht“ gewesen, so der Tenor des HR. Der Jahresabschluss 2013 des Betreibers weist hingegen eine Beförderung von 31.640 Passagieren in Luftfahrzeugen des Linien- und Charterverkehrs aus.

## Terminal
Es gibt ein kompaktes Terminal für Passagiere des Linien- und Charterverkehrs mit kurzen Wegen sowie ein General Aviation Terminal (GAT) für die Allgemeine Luftfahrt.
| Daten                           | Fakten  |
| ------------------------------- | ------- |
| Terminal                        | 8250 m² |
| General Aviation Terminal (GAT) | 900 m²  |
| Check-In Schalter               | 10      |
| Sicherheitsschleusen            | 3       |
| Schengen-Gates                  | 2       |
| Non-Schengen-Gates              | 1       |
| Parkpositionen für Flugzeuge    | 3       |

## Kritik
Hauptkritikpunkte am Flughafen Kassel-Calden, die sich auch zum Raumordnungsverfahren in 8000 Einsprüchen wiederfinden, sind einerseits eine mangelnde Auslastung, andererseits eine hohe Lärmbelastung. Auch heißt es, der Flughafen sei verkehrstechnisch schlecht angebunden. Andererseits verfüge die Stadt Kassel bereits über eine gute verkehrstechnische Infrastruktur, die einen Flughafen überflüssig mache. Zusätzlich würden Fluggäste von Flughäfen aus benachbarten Bundesländern, die mit hohen Subventionen gebaut wurden, abwandern.
Eine Bürgerinitiative aus dem niedersächsischen Hann. Münden reichte – letztlich erfolglos – Beschwerde bei der Europäischen Kommission ein. Der Ausbau wurde auch von der Lufthansa kritisiert, in einem Politikbrief heißt es: „Nur rund 70 Kilometer entfernt liegt der nordrhein-westfälische Flughafen Paderborn-Lippstadt, dessen Rentabilität damit weiter erschüttert wird“.
Ein weiterer Kritikpunkt sind die alljährlich anfallenden Verluste des Flughafens (siehe oben Zahlen, Daten und Fakten). Laut einem vertraulichen Prüfbericht des Hessischen Rechnungshofs soll der Flughafen bis 2024 mehr als 326 Millionen Euro öffentliche Mittel benötigen (Stand: 2017). Die Fluggastzahlen lägen weit hinter den Erwartungen, Gewerbe habe sich kaum angesiedelt. Laut Prüfbericht stünden die Kosten in keinem angemessenen Verhältnis zum erwarteten Nutzen. Der Oberbürgermeister der Stadt Kassel, Sven Schoeller (Bündnis 90/Die Grünen), gab öffentlich bekannt, die Anteile der Stadt Kassel (14,5 %) gerne an das Land veräußern zu wollen. Das war eine Reaktion auf die wochenlangen Proteste der Letzten Generation gegen die Finanzierung des Flughafens durch Steuern.
Ein Gutachten des BUND vom August 2020 empfiehlt, wegen defizitärer Strukturen sowie klimapolitischen Aspekten 7 von 14 Regionalflughäfen zu schließen. Kassel-Calden wird ausdrücklich als Schließungskandidat genannt.

## Geschäftsführer
Von 2012 bis Ende März 2014 war Maria Anna Muller, die zuvor den Flughafen Rostock-Laage leitete, Geschäftsführerin der Flughafengesellschaft; sie hatte einen Fünf-Jahres-Vertrag, war aber nur eineinhalb Jahre im Amt. Ihr Nachfolger wurde Ralf Schustereder, der zuvor bei Fraport für den Flughafen Kairo-International zuständig war und den Posten zum 1. April 2014 antrat; er schied auf eigenen Wunsch zum 31. März 2017 aus. Seit dem 1. April 2017 ist der Jurist Lars Ernst Geschäftsführer, der am Flughafen seit 2010 als Bereichsleiter für Computer-Sicherheit und Leiter des kaufmännischen Bereichs tätig war und seit 2014 als Prokurist agierte.

## Gewerbe
Gewerbeflächen bestehen am neuen Flughafen und am ehemaligen Verkehrslandeplatz. Teilflächen des ehemaligen Verkehrslandeplatzes sollen zusätzlich zu einem Industrie- und Gewerbegebiet umgewandelt werden. Die Zahl der Betriebe und der Arbeitsplätze (direkte, indirekte und induzierte) entwickelten sich in den letzten Jahren folgendermaßen:
Mit der Übernahme des ansässigen Herstellers für Antriebs- und Steuerungskomponenten für Luftfahrzeuge ZF Luftfahrttechnik (jetzt Airbus Helicopters Technik GmbH) ist Airbus der größte Arbeitgeber am alten Flugplatz geworden. Für Airbus-Helicopters ist Calden zudem ein großer Standort für die Wartung und Instandsetzung von Hubschraubern. Neben weiteren Betrieben hat auch die JOST Achsen Systeme GmbH ihren Sitz am Standort (Produktion von Trailerachsen).
Größtes Unternehmen am neuen Flughafen ist die auf Flugzeugverkauf, Wartung und Reparatur spezialisierte Piper Generalvertretung Deutschland AG. Piper hat eine weitere Konzentration seiner Geschäftsbereiche am Standort Calden und den Bau eines weiteren Gebäudes bekannt gegeben. Des Weiteren hat der Hubschrauber-Dienstleister Air Lloyd Aerotechnics (früher Helitec) zwei Hallen errichtet und bezogen. Am Flughafen ansässig ist auch das Competence Center Aerospace Kassel Calden (CCA), ein Netzwerk in den Bereichen Luftfahrt- und Airporttechnik; zusammengeschlossen haben sich 50 Unternehmen, Zulieferer aus der Region und Forschungsinstitute.

## Verkehrsanbindung

### Straßen
Südwestlich des Flughafens verläuft die Bundesstraße 7. Sie führt südostwärts durch Calden, dann ab Espenau-Schäferberg gemeinsam mit der B 83 nach und durch Vellmar und direkt anschließend durch Kassel zur Anschlussstelle Kassel-Ost der Bundesautobahn 7; zur Anschlussstelle Kassel-Nord dieser Autobahn verläuft ein von der B 7 abzweigender Zubringer (Dresdener Straße). Die B 83 führt zur Anschlussstelle Kassel-Waldau der Bundesautobahn 49. In die entgegengesetzte Richtung verläuft die B 7 vom Flughafen nordwestwärts in Richtung Warburg zur ab Niederlistingen über die Landesstraßen 3080 (Niederlistingen–Oberlistingen–Breuna) und 3312 (Breuna–Niederelsungen) erreichbaren Anschlussstelle Breuna der Bundesautobahn 44.

### Bus und Bahn
Vom Flughafen gelangt man mit Buslinien des Nordhessischen Verkehrsverbund (NVV) ab der Bushaltestelle Flughafen Kassel-Terminal, Calden unter anderem zum Bahnhof Kassel-Wilhelmshöhe.

## Sport

### Motorsport
Von 1971 bis Juni 1987 wurden auf dem Flugplatz Kassel-Calden zahlreiche Autorennen veranstaltet, die als Flugplatzrennen weithin bekannt waren. Zum Beispiel siegten beim siebenten Lauf der Deutschen Rennsport-Meisterschaft 1978 in der Division I Bob Wollek (F; Porsche 935) und in der Division II Harald Ertl (D; BMW 320 Turbo), der sich in diesem Jahr die Meisterschaft sicherte; in diesen Meisterschaften starteten unter anderem auch Klaus Ludwig, Hans-Joachim Stuck und Manfred Winkelhock. Zudem fanden auch zwei Läufe zur Europäischen Formel-3-Meisterschaft statt, mit Fahrern wie Riccardo Patrese und Nelson Piquet. Bis 1988 gab es auch viele nationale und internationale Motorradrennen, unter anderem mit Toni Mang, Reinhold Roth und Martin Wimmer.

### Fallschirmspringen
Die Aero Fallschirmsport GmbH hat ihren Sitz am Flugplatz. Es finden AFF-Ausbildungen (Accelerated Free-Fall) statt, Schnupperkurse und Tandemsprünge ergänzen das sportliche Programm rund um das Fallschirmspringen.

### Flugsport und Flugschulen
Am Flughafen ist die FlyNow GmbH Flugschule Kassel beheimatet. Neben der Vercharterung von einmotorigen Flugzeugen, Rundflügen und Schnupperflügen bietet die Flugschule auch die Ausbildung zum Privatluftfahrzeugführer nach EASA-FCL an.
Außerdem hat die Flugschule light-wings am Flugplatz ihren Firmensitz. Sie bildet zum Luftsportgeräteführer aus. Zusätzlich zum Schulungsprogramm bietet sie Schnupperstunden, Schnupperkurse und Rundflüge mit Ultraleichtflugzeugen über Nordhessen an. Auch können Flugzeuge gechartert werden. In der Flugschule werden Flugzeuge des italienischen Herstellers Tecnam eingesetzt.
Am neuen Flughafen hat sich die Flugschule Herkules neu angesiedelt.

## Flüchtlingsunterkunft / Impfzentrum
Teile des ehemaligen Verkehrslandeplatzes werden seit dem 25. Juli 2015 als Außenstelle der Hessischen Erstaufnahmeeinrichtung genutzt. Zunächst in Zelten, später in Containern beherbergte die Unterkunft bis zu 1750 Flüchtlinge. Am 14. August 2016 brannten mehrere Container der Flüchtlingsunterkunft aus. 19 Personen wurden verletzt. Ende 2017 wurde die Erstaufnahmeeinrichtung geräumt und wird seitdem für den Notfall vorgehalten.
Im Rahmen der nationalen Impfstrategie gegen das Virus SARS-CoV-2 hatte der Landkreis Kassel sein Impfzentrum im Sanitätsbereich der ehemaligen Erstaufnahmeeinrichtung direkt auf der alten Startbahn errichtet. Das Impfzentrum war vom Dezember 2020 bis Dezember 2022 in Betrieb und hatte eine Kapazität von bis zu 1.200 Impfungen je Tag. Es wurden insgesamt rund 254.000 Impfungen verabreicht.

## Tourismus
Am 2013 eröffneten Flughafen wurde westlich des Vorfelds bereits am 3. Juni 2011 ein Infopoint eingerichtet, wo man sich über Bauarbeiten und Flughafen informieren konnte. Auf dem Dach befindet sich eine Aussichtsplattform, von der man anfangs über die Baustelle blicken konnte und nun auf den Flughafen schauen kann. Im Sommer 2019 eröffnete der Verein Fieseler-Storch für Kassel e. V. eine Präsentationshalle für einen restaurierten Fieseler Fi 156 (Fieseler-Storch) und für weitere historische Flugzeuge.

## In der Popkultur
Von 2019 bis 2021 wurde der Flughafen Kassel-Calden als Filmkulisse für die Serie Check Check verwendet.

## Galerie

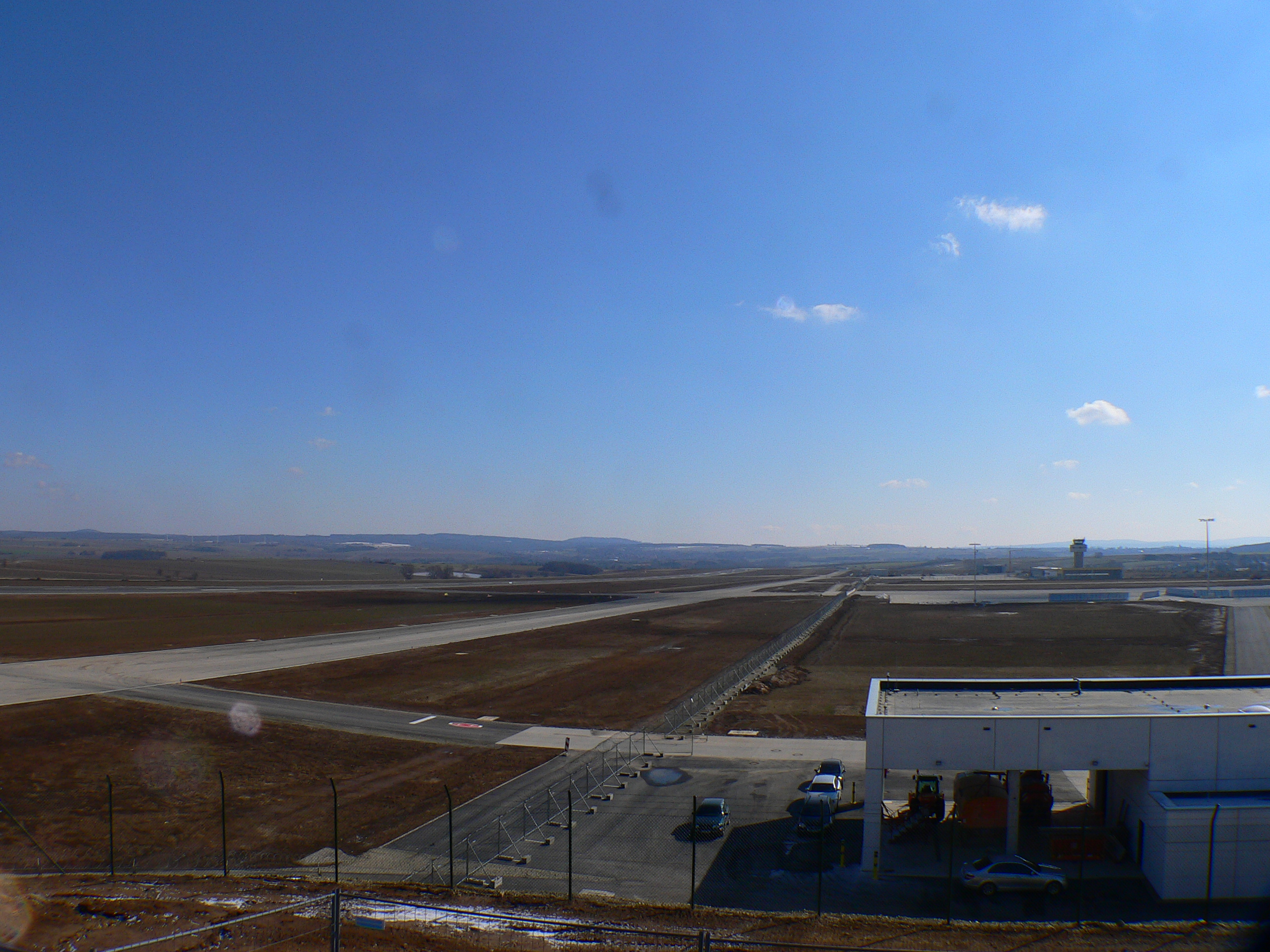
Start- und Landebahn mit Taxiway drei Tage vor der Eröffnung
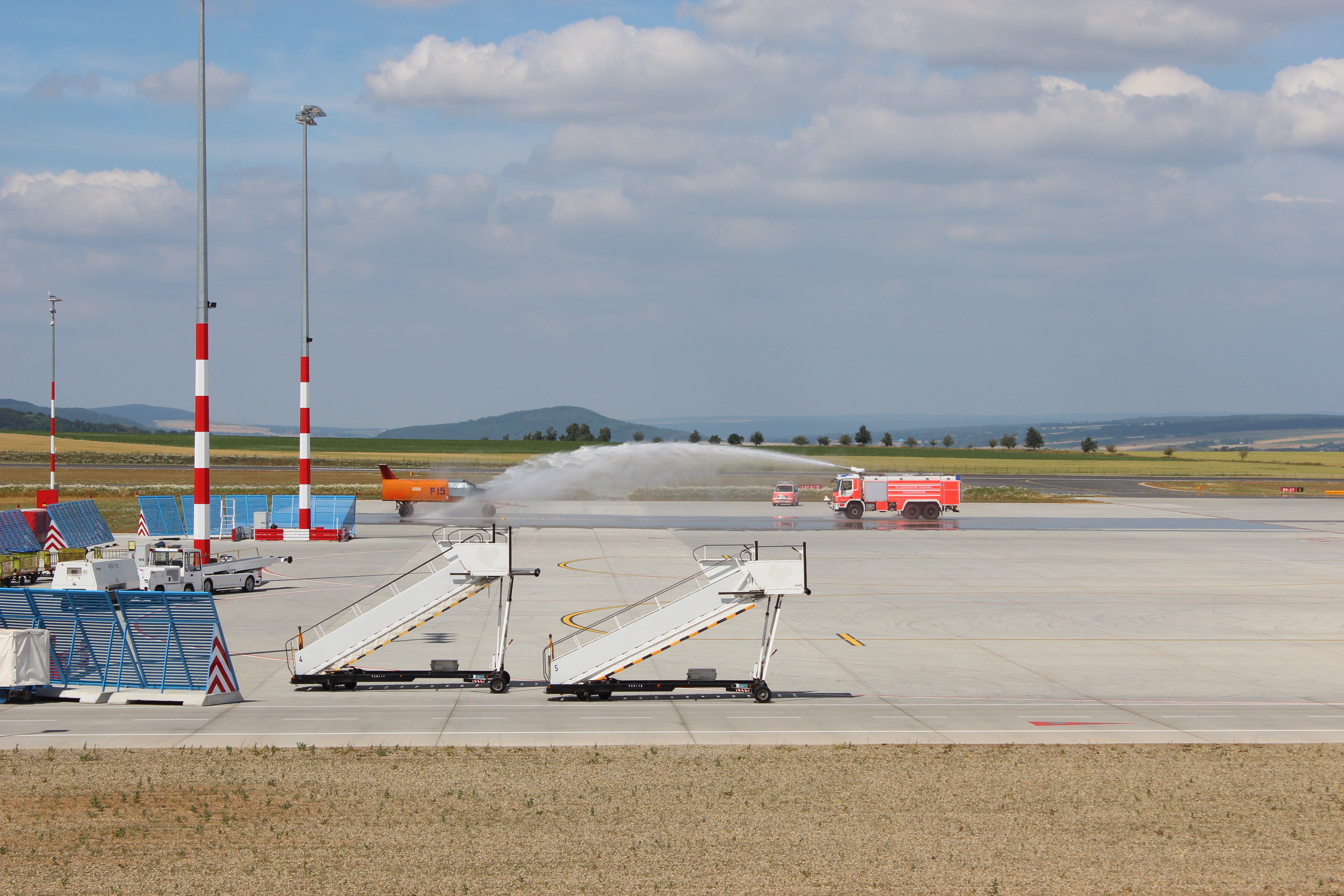
Flughafenfeuerwehr: Übung im Juli 2013
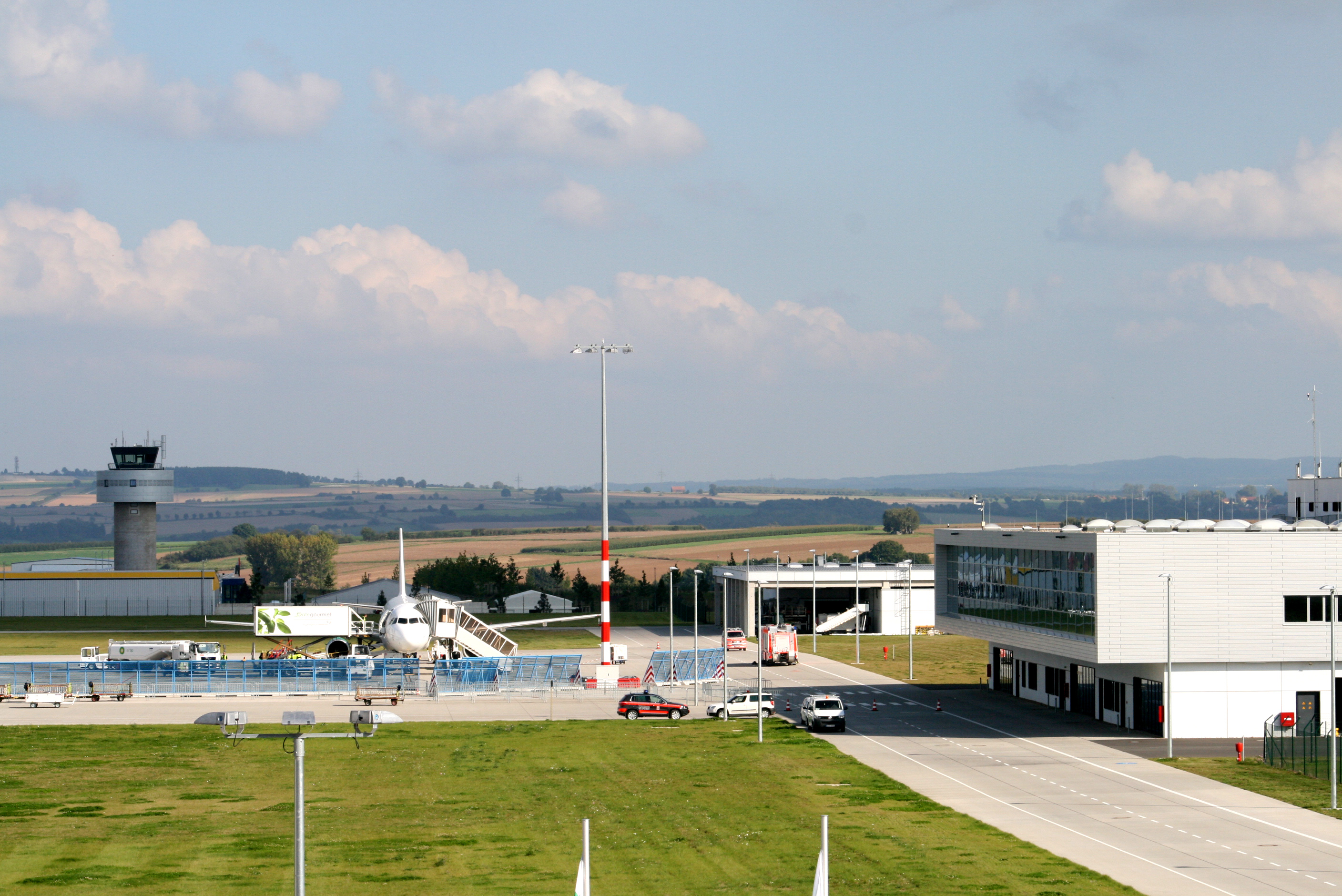
Germania-Airbus A321 am Terminal, September 2014
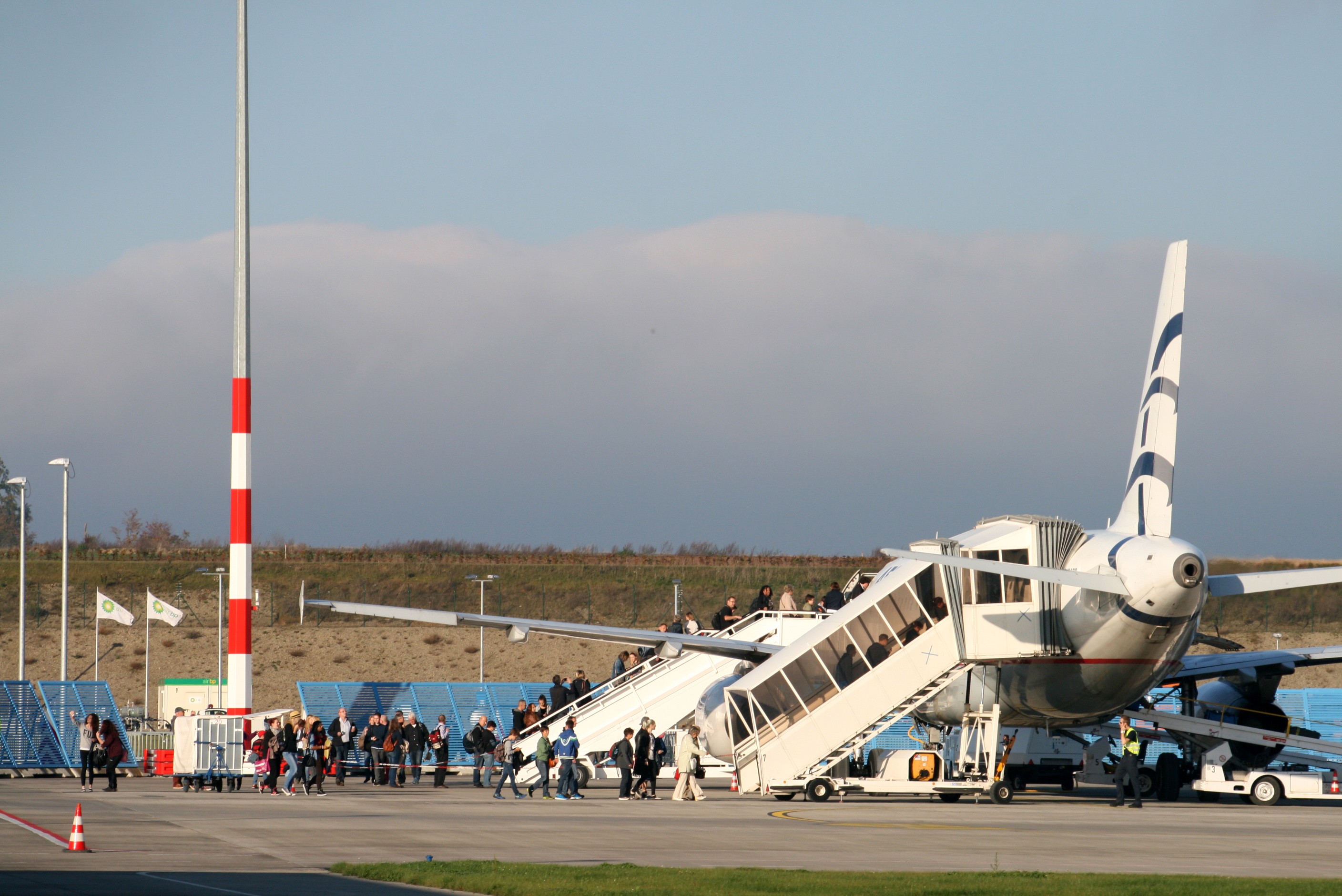
Airbus A320 Aegean Airlines auf Vorfeld, Oktober 2014
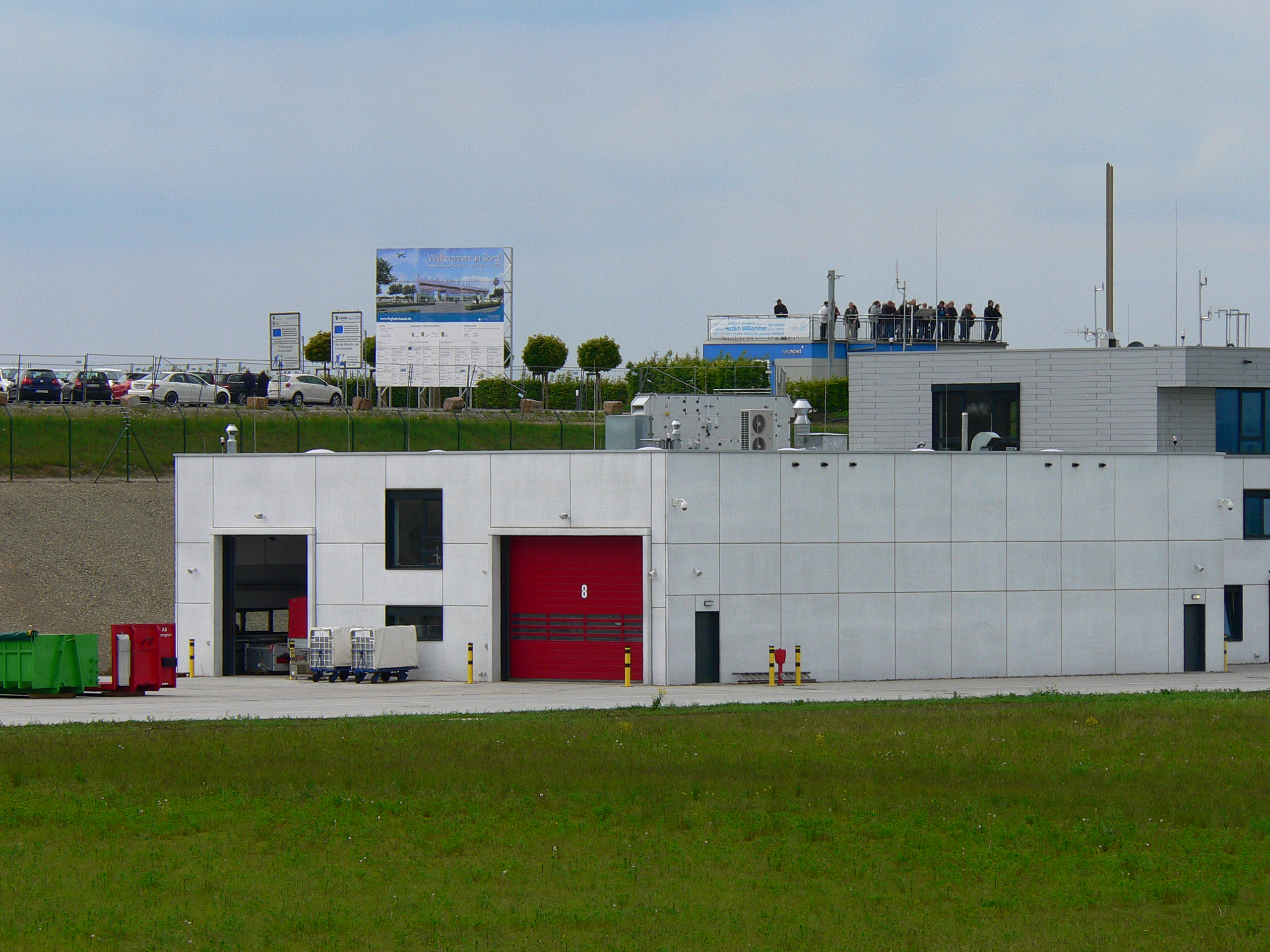
Blick über den Feuerwehrstützpunkt hinweg zur Besucherplattform auf dem Infopoint mit Baustellenschild (Juni 2013)